# Caverna dos Cervos
A caverna dos cervos (Malaio: Gua Rusa), localizada perto de Miri, Sarawak, na Malásia, é uma caverna no Parque Nacional Gunung Mulu. Foi explorada em 1961 por G. E. Wilford, do Serviço Geológico da Malásia, que previu que o Mulu produziria muito mais cavernas no futuro.  A caverna dos cervos é uma das maiores passagens subterrâneas do planeta, possui mais de dois milhões de morcegos.